# Lin'an Zhen
Lin'an Zhen (kinesiska: 临安, 临安镇) är en köping i Kina. Den ligger i provinsen Yunnan, i den sydvästra delen av landet, omkring 160 kilometer söder om provinshuvudstaden Kunming. Antalet invånare är 177 303. Befolkningen består av 88 289 kvinnor och 89 014 män. Barn under 15 år utgör 17,0 %, vuxna 15-64 år 74 %, och äldre över 65 år 8,0 %.
Genomsnittlig årsnederbörd är 1 016 millimeter. Den regnigaste månaden är juni, med i genomsnitt 198 mm nederbörd, och den torraste är februari, med 12 mm nederbörd.